# بورييسكيو
بورييسكيو (بالفرنسية: Bourecq)‏ هي بلدية تقع في إقليم باد كاليه من منطقة نور با دو كاليه في شمال فرنسا. تبلغ مساحة هذه المدينة 4.02 (كم²)، وترتفع عن سطح البحر 32 م، يبلغ عدد سكانها 557 نسمة حسب إحصاء المعهد الوطني للإحصاء والدراسات الاقتصادية سنة 2009 م. وترأس Paul-André Défossez البلدية خلال فترة (2008-2014).